# マリア・ルドヴィカ・フォン・エスターライヒ＝エステ
マリア・ルドヴィカ・フォン・エスターライヒ＝エステ（Maria Ludovika von Österreich-Este, 1787年12月14日 - 1816年4月7日）は、神聖ローマ皇帝フランツ1世およびマリア・テレジア夫妻の四男フェルディナント大公とその妻のマッサ＝カッラーラ女公マリーア・ベアトリーチェ・デステの五女。オーストリア＝エステ大公女。従兄であるオーストリア皇帝フランツ2世の3度目の妃となった。全名はマリア・ルドヴィカ・ベアトリクス・アントーニア・ヨーゼフェ・ヨハンナ（Maria Ludovika Beatrix Antonia Josephe Johanna）。
1808年1月6日にフランツ1世と結婚した。夫との間に子供はなく、結婚から8年後に28歳で早世した。